# Victor Granlund
Victor Gottfrid Granlund, född 17 juni 1831 på Istad i Alböke socken, död 19 juni 1898 i Stockholm, var en svensk arkivman och historiker.
Victor Granlund var son till kyrkoherden Nils Granlund. han blev student vid Lunds universitet 1849, flyttade till Uppsala universitet 1852 och blev 1857 filosofie doktor där. 1857 började han tjänstgöra i Riksarkivet, där han 1862 blev amanuens och 1875–1896 var arkivarie. I serien Handlingar rörande Sveriges historia redigerade Granlund Konung Gustaf den förstes registratur till och med 1547 och han medarbetade i Historiskt-geografiskt och statistiskt lexikon öfver Sverige (1858–1865). Dessutom publicerade han i Historiskt bibliotek utgiven av Carl Silfverstolpe de båda större arbetena Konung Johan III:s bygnads- och befästningsföretag (1875–1876) och En svensk koloni i Afrika eller svenska afrikanska kompaniets historia (1879). Granlund tillhörde stiftarna av Svenska fornminnesföreningen 1869 och var 1872–1874 dess sekreterare och redaktör för dess tidskrift.